# 11 Gwardyjska Armia
11 Gwardyjska Armia (ros. 11-я гвардейская армия) – związek operacyjny Armii Czerwonej. 
Armia powstała 1 maja 1943 na podstawie dyrektywy Stawki z 16.04.1943. Armia została sformowana na bazie 16 Armii. Pierwotnie Armia była w składzie Frontu Zachodniego
W późniejszym okresie weszła w skład 3 Frontu Białoruskiego.
Dowódcą był gen. płk Kuźma Galicki.

## Skład
- 8 Gwardyjski Korpus Armijny – gen. por. Michaił Zawadowskij
- 16 Gwardyjski Korpus Armijny – gen. mjr Stiepan Guriow
- 36 Gwardyjski Korpus Armijny – gen. por. Piotr Koszewoj